# Ruine Rabenstein (Rhön)
Die Ruine Rabenstein sind die Überreste einer Höhenburg auf dem Gelände des Truppenübungsplatzes Wildflecken bei Wildflecken in der Hohen Rhön. Sie liegt auf 835 m ü. NHN südwestlich des Hauptgipfels des Rabenstein (845 m).

## Geographische Lage
Die Burg befand sich auf dem südlichen Basaltkopf der Rabensteine. Dieser liegt 630 Meter südwestlich des Gipfels des Beilsteins. In unmittelbarer Nähe befindet sich heute der Grenzverlauf zu Hessen.

## Geschichte
Über die Geschichte der Burg ist nichts überliefert. Sie befand sich aber auf der fuldisch-würzburgischen Grenze, weshalb davon ausgegangen werden kann, dass sie eine Schutzburg mit dem Zweck der Grenzverteidigung war.

## Beschreibung
Von der Anlage selbst sind nur noch Mauerreste vorhanden. In den Fels sind zwei Gänge gehauen. Ein größerer ist mit Trittstufen versehen. Ein kleinerer Gang, zehn Meter vom großen entfernt, führt drei Meter in den Fels. Beide sind nicht miteinander verbunden.